# Mysmenidae
Mysmenidae là một họ nhện gồm 123 loài được xếp vào 24 chi.

## Phân loại
Xem Danh sách các loài trong họ Mysmenidae.